# 拉绍塞 (默兹省)
拉绍塞（法語：Lachaussée，法語發音：[laʃose]）是法国默兹省的一个市镇，属于科梅尔西区。

## 地理
拉绍塞（49°2'14"N, 5°49'7"E）面积27.19 平方千米，位于法国大東部大區默兹省，该省份为法国西北部内陆省份，北与比利时接壤，西接马恩省和阿登省，南至上马恩省和孚日省，东临默尔特-摩泽尔省。
与拉绍塞接壤的市镇（或旧市镇、城区）包括：韦勒、当维图、阿热维尔、斯蓬维尔、克松维尔、瓦夫尔地区容维尔、维尼厄勒-莱阿通沙泰勒。

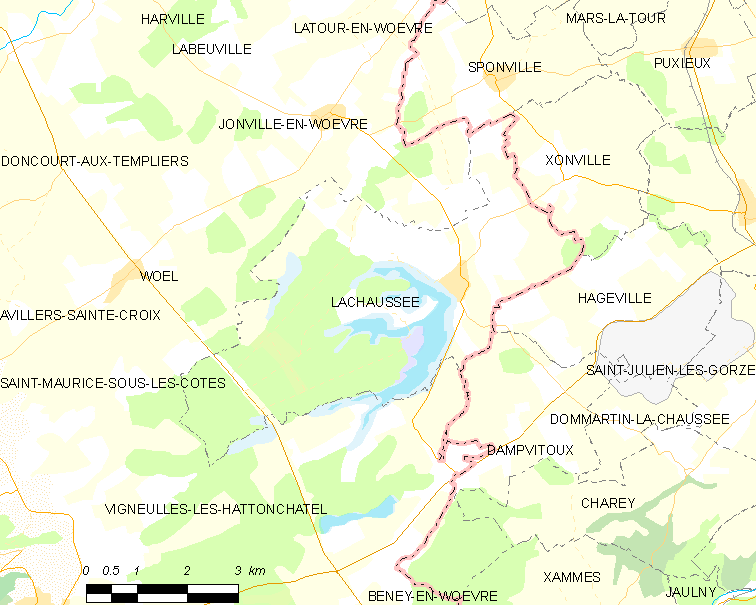
的OSM定位图

拉绍塞的时区为UTC+01:00、UTC+02:00（夏令时）。

## 行政
拉绍塞的邮政编码为55210，INSEE市镇编码为55267。

## 政治
拉绍塞所属的省级选区为圣米耶勒县。

## 人口

1962-2008年间人口变化图示

拉绍塞于2022年1月1日时的人口数量为280人。